# Cieśnina Martynika
Cieśnina Martynika (ang. Martinique Passage albo Martinique Channel, fr. Canal de la Martinique) – cieśnina na Karaibach, między należącą do Francji wyspą Martyniką a niepodległym wyspiarskim państwem Dominiką. Łączy Morze Karaibskie z Oceanem Atlantyckim.